# هانس فون بليسين
هانس فون بليسين (بالألمانية: Hans von Plessen)‏ (و. 1841 – 1929 م) هو كنسي ‏، وضابط ألماني، ويحمل رتبة عسكرية فيلد مارشال، توفي في بوتسدام، عن عمر يناهز 88 عاماً.

## الخدمة العسكرية
خدم في الجيش البروسي.

## جوائز
حصل على جوائز منها:
- وسام الاستحقاق
- Grand Cross of the Imperial Order of Leopold  [لغات أخرى]‏
- وسام فرانز جوزيف
- Order of Saint Hubert [الإنجليزية]‏
- نيشان فرسان العقاب الأسود
- فارس الوسام الفيكتوري الملكي
- نيشان فرسان القديس أندراوس